# エド・ウッドの牢獄の罠
『牢獄の罠』（ろうごくのわな、原題：Jail Bait）は、1954年のエド・ウッド監督による犯罪映画。出演は、当時ウッドのガールフレンドだったドローレス・フラーとライル・タルボット。
映画は、ストリップシーケンスによるものと、黒人ミストレルコメディルーチンによるものの2つの異なるバージョンがある。ストリップシーケンスによるバージョンは、ビデオで「ディレクターズカット」としてしばしば公開される。

## あらすじ
ドン・グレガー（クランシー・マローン）は、有名な形成外科医ボリスグレガー博士（ハーバート・ローリンソン）の息子だが、若い犯罪者のビック・ブレディ（ティモシー・ファレル）とつるんで、銃を持ち始める。二人は、武装強盗を試みるも、誤って夜間警備員を殺してしまう。

## キャスト
- ライル・タルボット：ジョーンズ警視正
- ドローレス・フラー：マリリン
- ハーバート・ローリンソン：ボリスグレガー博士
- スティーヴ・リーヴス：ボブ・ローレンス
- クランシー・マローン：ドン・グレガー
- ティモシー・ファレル：ビック・ブレディ
- セオドラ・サーマン：ドン
- バド・オスボーン：ポール（夜間警備員）
- モナ・マッキーノ：ミス・ウィリス